# FC Dinamo-93 Minsk
FC Dinamo-93 Minsk (belarusă Дынама-93 Мінск, Dynama-93 Minsk) a fost un club de fotbal bielorus din Minsk. Echipa s-a desființat în 1998.

## Istoric denumiri
- 1992 (primăvara): fondat ca FC Dinamo-2 Minsk
- 1992 (vara): redenumit în FC Belarus Minsk
- 1993: redenumit în FC Dinamo-93 Minsk
- 1998: desființat

## Palmares
- Prima Ligă Bielorusă
  - Finalist (1): 1993–94
  - Locul 3 (3): 1992–93, 1994–95, 1995

- Cupa Belarusului
  - Câștigător (1): 1995
  - Finalist (1): 1997

- Cupa CSI
  - Finalist (1): 1993

## Evoluție în campionat și cupă
| Sezon   | Liga | Pos | Pld | W  | D  | L | Goluri | Puncte | Cupă        | Note                |
| ------- | ---- | --- | --- | -- | -- | - | ------ | ------ | ----------- | ------------------- |
| 1992    | 2nd  | 1   | 161 | 12 | 2  | 2 | 59–15  | 27     | Round of 32 | Promoted            |
| 1992–93 | 1    | 3   | 32  | 20 | 6  | 6 | 54–24  | 46     | Round of 32 |                     |
| 1993–94 | 1    | 2   | 30  | 18 | 7  | 5 | 46–16  | 43     | Round of 32 |                     |
| 1994–95 | 1    | 3   | 30  | 16 | 10 | 4 | 52–22  | 42     | Winners     |                     |
| 1995    | 1    | 3   | 15  | 10 | 2  | 3 | 28–15  | 32     | Semifinals  |                     |
| 1996    | 1    | 4   | 30  | 17 | 5  | 8 | 44–30  | 56     | Semifinals  |                     |
| 1997    | 1    | 5   | 30  | 14 | 7  | 9 | 53–30  | 49     | Runners-up  |                     |
| 1998    | 1    |     | 15  | 4  | 6  | 5 | 19–23  | 18     | Semifinals  | Disbanded, withdrew |
| 1999    |      |     |     |    |    |   |        |        | Round of 32 |                     |

- 1 Including the play-off game (3–0 win) for the 1place against Shinnik Bobruisk, who had the same amount of points at the end of the season.

## Dinamo-93 în Europa
| Sezon   | Competiție            | Runda   |                   | Club             | Tur     | Retur   |
| ------- | --------------------- | ------- | ----------------- | ---------------- | ------- | ------- |
| 1995–96 | UEFA Cup Winners' Cup | QR      | Norvegia          | Molde            | 1–1 (H) | 1–2 (A) |
| 1996–97 | UEFA Cup              | 1Q      | Republica Moldova | Tiligul Tiraspol | 3–1 (H) | 1–1 (A) |
| 1996–97 | UEFA Cup              | 2Q      | Suedia            | Helsingborg      | 1–1 (A) | 0–3 (H) |
| 1997    | UEFA Intertoto Cup    | Group 1 | Țările de Jos     | Heerenveen       | 1–0 (H) |         |
| 1997    | UEFA Intertoto Cup    | Group 1 | Polonia           | Polonia Varșovia | 4–1 (A) |         |
| 1997    | UEFA Intertoto Cup    | Group 1 | Germania          | Duisburg         | 0–1 (H) |         |
| 1997    | UEFA Intertoto Cup    | Group 1 | Danemarca         | Aalborg          | 1–2 (A) |         |